# جیوونا
جیوونا (به اسپانیایی: Jiwaña) یک کوه در پرو است که در Peru, Puno Region, El Collao Province واقع شده‌است. جیوونا ۵٬۰۰۰ متر بالاتر از سطح دریا واقع شده‌است.